# لی گارمس
لی گارمس (انگلیسی: Lee Dewey Garmes؛ ۲۷ مهٔ ۱۸۹۸ – ۳۱ اوت ۱۹۷۸) یک مدیر فیلم‌برداری، تهیه‌کننده، و کارگردان اهل ایالات متحده آمریکا بود.
از فیلم‌ها یا مجموعه‌های تلویزیونی که وی در آن‌ها نقش داشته‌است می‌توان به بزن‌بکوب! اشاره نمود.
وی همچنین برنده جوایزی همچون جایزه اسکار بهترین فیلمبرداری شده‌است.

## گزیده فیلمشناسی
- جارزن (۱۹۲۸)
- دیزرائیلی (فیلم ۱۹۲۹) (۱۹۲۹)
- مراکش (فیلم ۱۹۳۰) (۱۹۳۰)
- بزن‌بکوب! (۱۹۳۰)
- جاذبه‌های شهر بزرگ (۱۹۳۰)
- نغمه شعله (۱۹۳۰)
- بی‌آبرو (۱۹۳۱)
- خیابان‌های شهر (۱۹۳۱)
- ارابه‌های جنگی (۱۹۳۱)
- قطار سریع‌السیر شانگهای (فیلم) (۱۹۳۲)
- صورت‌زخمی (فیلم ۱۹۳۲) (۱۹۳۲)
- بربادرفته (فیلم ۱۹۳۹) (۱۹۳۹)
- کتاب جنگل (فیلم ۱۹۴۲) (۱۹۴۲)
- لیدیه (فیلم) (۱۹۴۱)
- جک لندن (فیلم) (۱۹۴۳)
- پرواز برای آزادی (۱۹۴۳)
- هیچ‌کس نخواهد گریخت (۱۹۴۴)
- از وقتی تو رفتی (۱۹۴۴)
- نامه‌های عاشقانه (فیلم ۱۹۴۵) (۱۹۴۵)
- بیوه جوان (۱۹۴۶)
- جدال در آفتاب (۱۹۴۶)
- زندگی پنهان والتر میتی (فیلم ۱۹۴۷) (۱۹۴۷)
- قضیه پاراداین (۱۹۴۷)
- مبارز اهل کنتاکی (۱۹۴۹)
- روزانا مک‌کوی (۱۹۴۹)
- دل نادان من (۱۹۴۹)
- دوست من ایرما به فنا می‌رود (۱۹۵۰)
- داستان کارآگاه (فیلم ۱۹۵۱) (۱۹۵۱)
- شهر در اسارت (۱۹۵۲)
- عبدالله بزرگ (فیلم) (۱۹۵۴)
- ساعات ناامیدی (۱۹۵۵)
- ماهیگیر بزرگ (۱۹۵۹)
- ماجراهای یک مرد جوان همینگوی (۱۹۶۲)
- بانو در قفس (۱۹۶۴)